# Бруно Бухбергер
Бруно Бухбергер (нім. Bruno Buchberger; народився 22 жовтня 1942 року в Інсбруку) — австрійський науковець, професор комп'ютерної математики університету Йоганна Кеплера в Лінці, Австрія.

## Наукова діяльність
У 1965 році у своїй кандидатській дисертації він створив теорію базисів Грьобнера, і розробляв її протягом всієї своєї кар'єри. Він назвав ці об'єкти за ім'ям свого наукового керівника Вольфганга Грьобнера. З 1995 року  він активно працює в ряді проектів в університеті Лінца.
У 1987 році Бруно Бухбергер створив і очолив науково-дослідний інститут символьних обчислень (англ. RISC) в Університеті Йоганса Кеплера. У 1985 році він заснував журнал символьних обчислень (англ. Symbolic Computation), який зараз став провідним виданням у галузі комп'ютерної алгебри.
Бруно Бухбергер також задумав «Softwarepark Hagenberg» в 1989 році і з тих пір керував розширенням цього австрійського технологічного парку для програмного забезпечення.
У 2014 році він став членом Глобальної робочої групи з цифрової математичної бібліотеки  Міжнародного математичного союзу (IMU).

## Нагороди
- Медаль Вільгельма Екснера (1995).[7]
- Премя Канеллакіса (2007).[8]
- Золота медаль честі вручена австрійським Урядом
- Почесні докторські ступені від університетів Неймегена (1993), Тімішоара (2000), Ванна (2005), Ватерлоо (2011) та Інсбруку (2012).